# Alytes maurus
Alytes maurus is een kikker uit de familie Alytidae en het geslacht van de vroedmeesterpadden (Alytes).
De soort werd voor het eerst wetenschappelijk beschreven door Georges Pasteur en Jacques Bons in 1962. Oorspronkelijk werd de wetenschappelijke naam Alytes obstetricans maurus gebruikt. De kikker werd vroeger beschouwd als een ondersoort van de vroedmeesterpad (Alytes obstetricans).
De kikker komt voor in Marokko, met name het Rifgebergte en Midden-Atlas op 200 tot 2050 meter hoogte boven zeeniveau. Een belangrijke bedreiging van de kikker is de exotische vis Gambusia holbrooki, die de larven van de kikker opeet.